# Milano Bachata
Milano Bachata è un singolo del rapper italiano Rkomi, pubblicato il 17 novembre 2017 come quarto estratto dal primo album in studio Io in terra.

## Descrizione
Il brano ha visto la partecipazione di Marracash, curatore della direzione artistica dello stesso Io in terra. Inoltre, ad inizio brano, Rkomi canta la strofa iniziale della canzone La parola che nessuno riesce a dire, pubblicata nell'album Fino a qui tutto bene di Marracash.

## Classifiche
| Classifica (2017) | Posizione massima |
| ----------------- | ----------------- |
| Italia            | 9                 |